# Eugène Rousseau (musicien)
Pour les articles homonymes, voir Eugène Rousseau et Rousseau.
Eugène Rousseau, né le 23 août 1932 à Blue Island dans l'Illinois et mort le 26 août 2024, est un saxophoniste américain, cofondateur du Congrès mondial du saxophone. Il fut l'un des élèves de Marcel Mule.